# すばるの部屋・1回目〜俺ん家、寄ってかへん?〜
『すばるの部屋・1回目〜俺ん家、寄ってかへん?〜』（すばるのへや 1かいめ おれんち よってかへん）は、2023年8月11日にタワーレコード渋谷店のB1F『CUT UP STUDIO』で開催された、渋谷すばるのアコースティックライブ。

## 概要
- 本公演は、2023年8月11日にタワーレコード渋谷店のB1F『CUT UP STUDIO』で開催された、自身初のアコースティックライブである[1][2][3][4][5][注 1]。
- 前回のライブツアー『渋谷すばる LIVE TOUR 2022 二歳と1328日』からは約9か月振り、ライブ形式のファンクラブイベント『babu会 vol.2』からは約3か月振りの開催。
- 本公演は、2023年8月16日から31日にかけてタワーレコード渋谷店で開催された自身初のポップアップショップ『すば基地〜The Secret base〜Vol.1』に先駆け、同じタワーレコード渋谷店にて開催された[1][2][3][4][5]。
- アンコールを含めた計13曲を全てアコースティック編成で披露した。

## 公演日程
- 開催日：2023年8月11日
- 開催会場：タワーレコード渋谷店 B1F『CUT UP STUDIO』
- 開演時間：16:30

## セットリスト
1. キミ
2. 7月5日
3. 風のうた
4. 塊
5. ワレワレハニンゲンダ
6. きになる
7. レコード
8. ライオン
9. トラブルトラベラ
10. 池
11. 爆音
12. つくる

〈アンコール〉
1. Sing

## 演出
2020年に2ndアルバム『NEED』を発売した頃から、「アンプラグド」というアコースティックを基本にし、そこにエレキギターを1本だけ使用するという「ワンプラグド」をコンセプトにしたアルバムをリリースしてみたいという構想があったが、新型コロナウイルス「COVID-19」の感染拡大の影響で翌年のライブツアー『渋谷すばる LIVE TOUR 2021「NEED」』が全公演中止になるなど、当初構想していた予定が大幅に狂ったため、中々実現出来なかったという。
そこで、タワーレコード渋谷店で『すば基地〜The Secret base〜Vol.1』の開催が決まったことで、その一環として同店舗の地下にあるライブハウス『CUTUP STUDIO』で本公演を開催することが決まった。
元々自身のライブでもアコースティック編成で楽曲を披露する機会が何度もあり、バンド編成ではなくアコースティックアレンジにすることで楽曲が全然違うものになることから、「違う表現があっても良いのかな」とアコースティックライブを以前からやってみたかったという。
渋谷自身もどちらかというとエレクトリック・ギターよりもアコースティック・ギターの方が好きだといい、楽曲制作もアコギを使用することが多いという。
アコースティックライブは、バンド編成のライブと差を出し、「ちょっと歌って、ちょっと喋って」という形でのんびり行いたいと語っている。また、アコースティックライブはこれから先も「続けていきたい」。
今回のアコースティックライブを通し、「アコギのみの弾き語りライブ」を開催してみたいと語っている。

## グッズ
- 出典[11]を参照。
- 本公演のオリジナルグッズの販売は無く、全て過去のライブグッズの再販となる[11]。

| グッズタイトル                                                      | 価格      |
| ------------------------------------------------------------------- | --------- |
| THE SINGER Tシャツ（M・L・XL）                                      | 各4,000円 |
| THE SINGER フェイスタオル                                           | 2,500円   |
| すばラババン                                                        | 500円     |
| 渋谷すばる フェイスタオル                                           | 2,500円   |
| 【二歳と1328日】おしゃれタンブラー 〜おしゃれかどうかはあなた次第〜 | 3,000円   |
| 【二歳と1328日】デニムおポーチ 〜何を入れてもよくってよ〜           | 2,800円   |
| 【二歳と1328日】ラゲッジタグ 〜みんな付けたら誰が誰のかわからない〜 | 1,500円   |